# Reserva natural de Magadán
La reserva natural de Magadán (en ruso: Магаданский заповедник, romanizado: Magadanskij zapovednik; también conocida como Magadansky). Es una reserva natural estricta (un 'Zapovédnik') de Rusia. La reserva está ubicada en cuatro sectores diferentes en el óblast de Magadán del Lejano Oriente ruso, incluida la costa norte del mar de Ojotsk. los cuatro sectores están lejos unos de otros, tienen diferentes climas, topografía, flora y fauna, y no tienen asentamientos ni rutas de transporte. En los arroyos del territorio se encuentran algunos de los sitios de desove no perturbados más grandes del salmón chum (Oncorhynchus keta) y coho (Oncorhynchus kisutch). Uno de los sectores de la reserva, las islas Yam de la bahía de Shélijov, alberga colonias de aves marinas, con un total de hasta seis millones de individuos. Entre las especies que se pueden encontrar en la reserva se encuentran: el mérgulo lorito (Aethia psittacula), arao común (Uria aalge), el arao de anteojos (Cepphus carbo), el frailecillo moñudo (Fratercula cirrhata) y el frailecillo corniculado (Fratercula corniculata). La reserva está situada en el distrito administrativo (raión) de Olá del óblast de Magadán.
Recientemente, la reserva ha experimentado con visitas turísticas de cruceros muy limitadas (menos de 200 pasajeros) a una de las islas, y se están estudiando planes para aumentar el ecoturismo educativo en un área que es altamente inaccesible.

## Topografía
La reserva natural de Magadán está dividida en cuatro sectores muy remotos que no están conectadas entre sí. No hay carreteras ni asentamientos humanos por lo que la única forma de acceder a ellas es por ríos o por el mar de Ojotsk.
El sector más grande, Kava-Chyolomdzha (624 456 ha), se encuentra en la esquina suroeste del óblast de Magadán. Está separado del mar de Ojotsk por la reserva natural regional de Kava-Taui. El segundo sector más grande es la sección de Seymchan (Kolimá) (117 839 ha) ubicada tierra adentro en la margen derecha del río Kolimá, a 520 km de la ciudad de Magadán. El tercer sector más grande es el área de Ola (103 434 ha) situado en la península de Koni que se extiende hasta el mar de Ojotsk. El cuarto sector es la sección Yam que incluye las islas Yam (38 809 ha), en el suroeste de la región, que a su vez está dividido en subsecciones más pequeñas que incluyen zonas costeras, de llanura aluvial e insulares.

## Clima y ecorregión
La reserva natural de Magadán se encuentra en la ecorregión de la tundra montañosa de Cherski-Kolimá, que cubre las elevaciones más altas de la cordillera de Cherski y las montañas Kolimá, la única gran cadena montañosa en el norteste de Rusia. Está situada en la región paleártico y en el bioma de la tundra. Tiene un área de 556 589 kilómetros cuadrados (214 899,2 mi²).
El clima de la región es Clima subártico extremo, sin estación seca o hipercontinental (clasificación climática de Köppen (Dfd)). Este clima se caracteriza por inviernos largos y fríos y veranos cortos y frescos, sin meses que promedien más de 22 °C (71,6 °F), y solo de uno a tres meses en los que la temperatura media supera los 10 °C (50,0 °F). La precipitación media es de unos 237 mm/año. La temperatura media en el centro de la región es de −46,8 °C (−52,2 °F) en enero y de 10,6 °C (51,1 °F) en julio.

## Flora y fauna

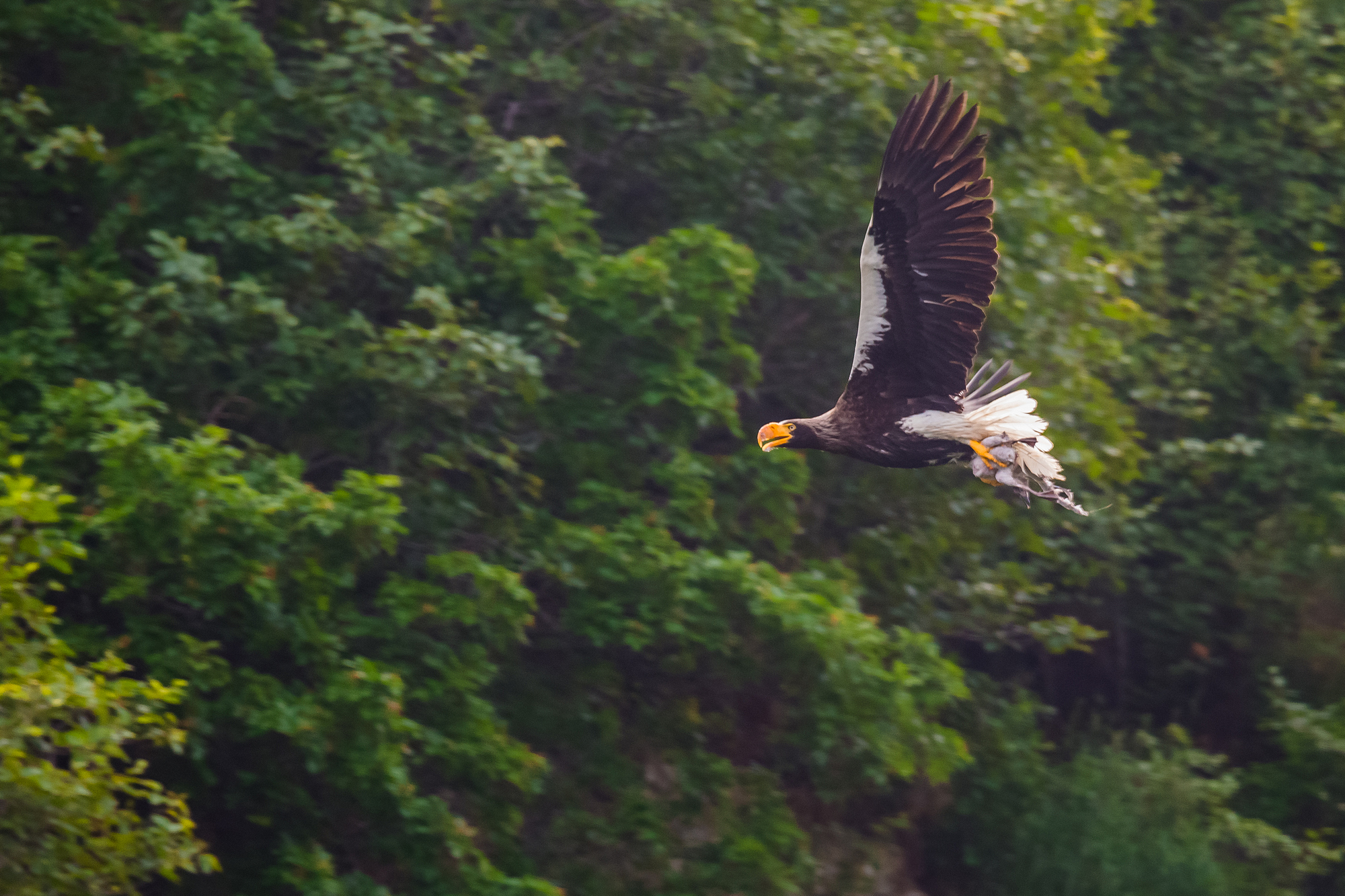
Un águila marina de Steller, adulto, fotografiado en la reserva

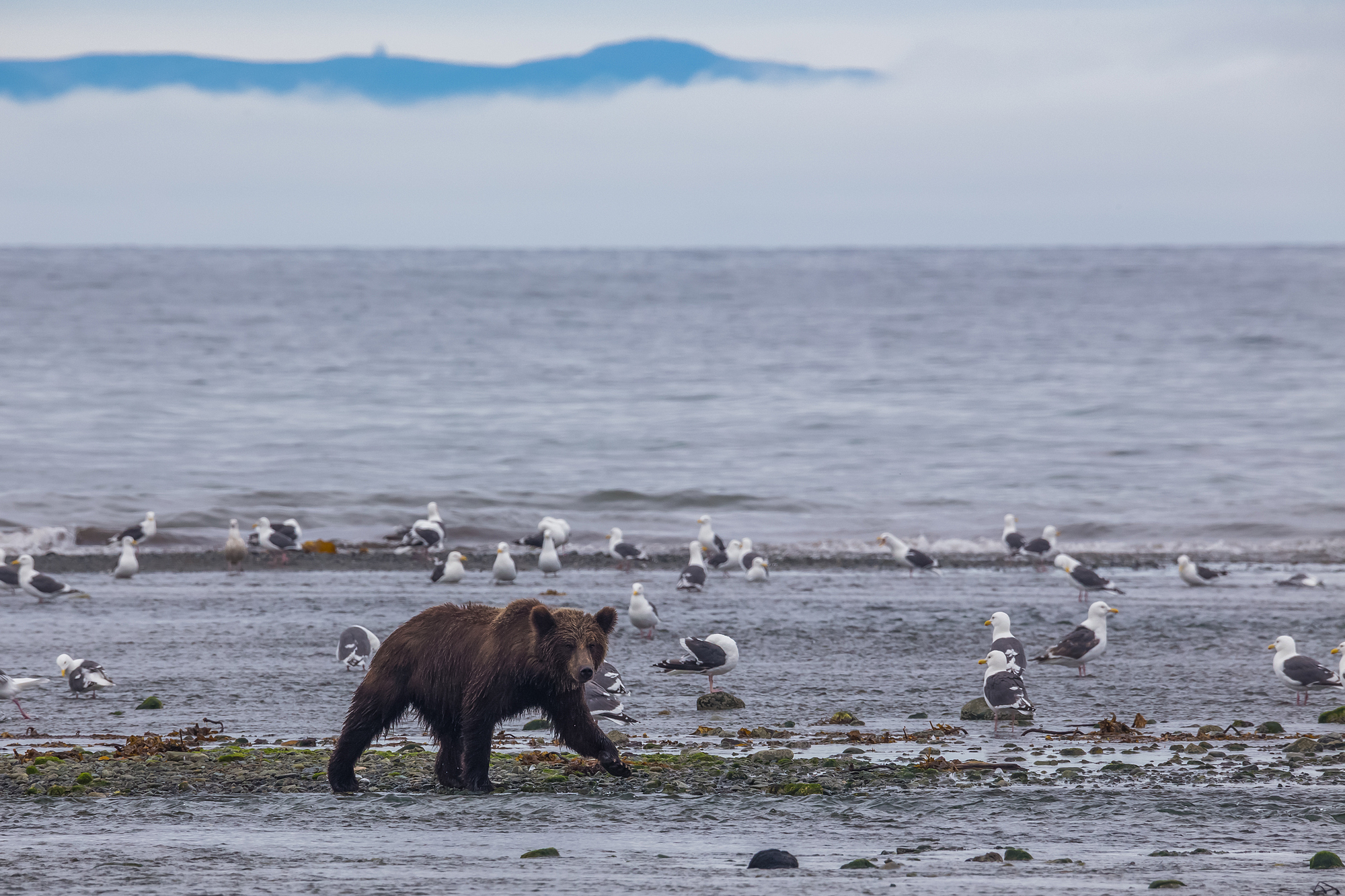
La reserva es hogar de un gran número de osos de Kamchatka que se alimentan de los numerosos salmones que desovan en los arroyos de la zona

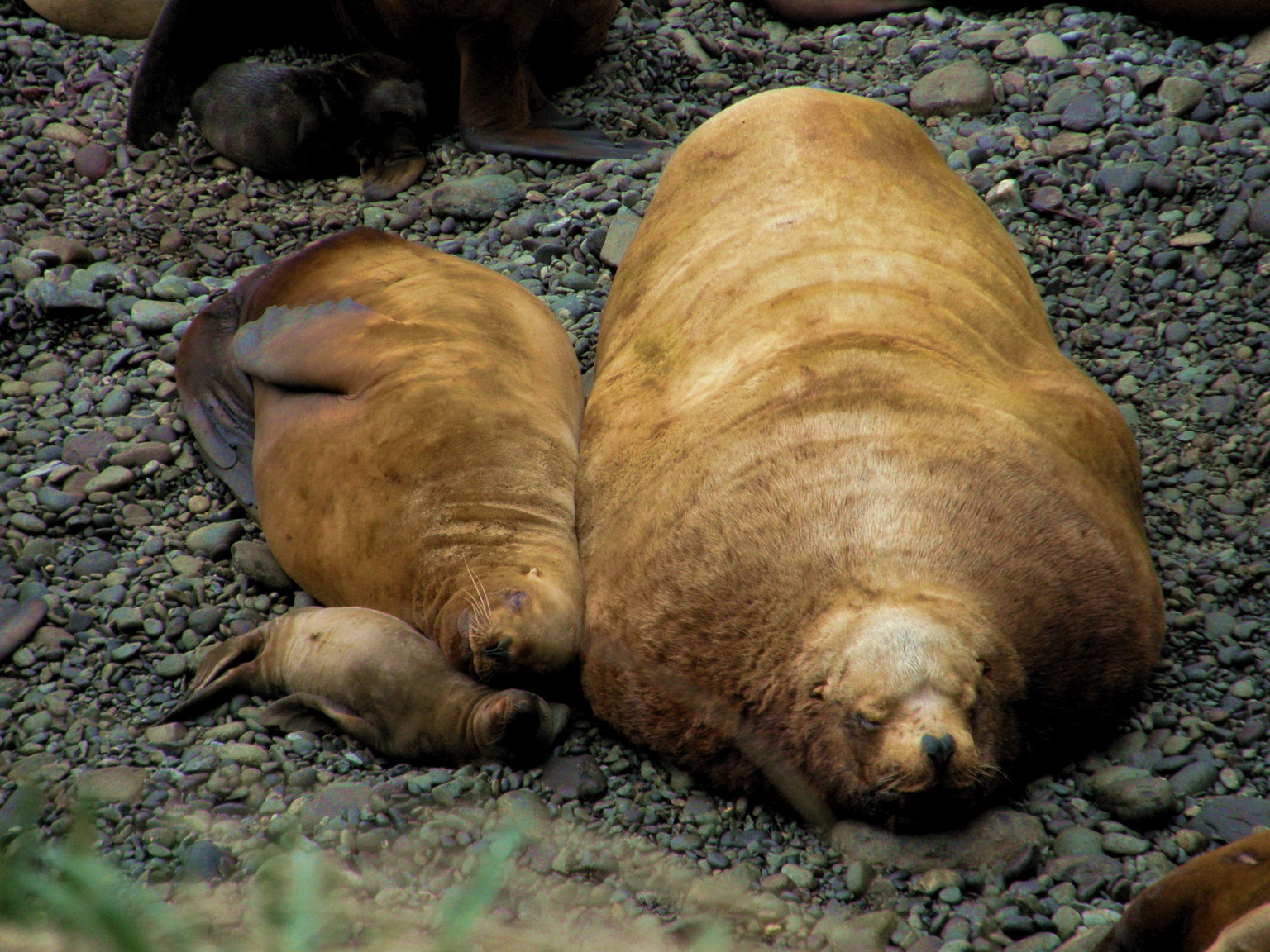
Una familia de leones marinos de Steller descansando en una playa rocosa de la isla de Matyki

En el territorio de la reserva se han registrado 729 especies de plantas vasculares. La principal especie arbórea es el alerce (Larix gmelinii), seguido en cantidad por el pino enano siberiano (Pinus pumila) y una población relicta de abeto siberiano (Picea obovata).
En cuanto a la fauna, en la reserva viven 32 especies de peces, más de 180 especies de aves, incluidas 150 especies que anidan (las colonias de aves marinas en la costa son particularmente numerosas) y unas 40 especies de mamíferos terrestres. Muy extendidas por todas partes están la ardilla común (Sciurus vulgaris), la ardilla siberiana (Eutamias sibiricus), el armiño (Mustela erminea), la liebre de montaña (Lepus timidus), la marta cibelina (Martes zibellina) y el topillo boreal (Clethrionomys rutilus). La reserva es especialmente famosa por el gran número de osos de Kamchatka (Ursus arctos beringianus) que viven en su territorio. Los numerosos arroyos con gran cantidad de salmones —principalmente de las especies, salmón chum (Oncorhynchus keta) y coho (Oncorhynchus kisutch)— les proporcionan una rica fuente de alimentos, además no hay humanos que puedan perturbarlos.
El símbolo de la reserva es el águila marina de Steller (Haliaeetus pelagicus), que sólo se encuentra en el Lejano Oriente ruso. Otras especies de aves que se pueden encontrar en la reserva incluyen el Busardo ratonero (Buteo buteo), el mérgulo lorito (Aethia psittacula), arao común (Uria aalge), el arao de anteojos (Cepphus carbo), el frailecillo moñudo (Fratercula cirrhata) y el frailecillo corniculado (Fratercula corniculata).
En la costa hay grandes colonias de mamíferos marinos. Por ejemplo en la isla de Matykil, una de las islas Yam de la bahía de Shélijov, se encuentra la colonia reproductora de leones marinos de Steller (Eumetopias jubatus) más septentrional de Rusia.

## Ecoeducación y acceso
Al tratarse de una reserva natural estricta, la reserva natural de Magadán está en su mayor parte cerrada al público en general, aunque los científicos y aquellas personas con fines de «educación ambiental» pueden hacer arreglos con la administración del parque para realiza visitas guiadas. La reserva permite excursiones «ecoturísticas» al público en general con ciertas limitaciones en ciertas rutas acompañados por guardabosques de la reserva, pero requiere que la solicitud de permisos se realice con anticipación para su aprobación. Hay un centro público de visitantes con exhibiciones de naturaleza en la oficina principal de la reserva en la ciudad de Magadán, capital de la región, a una distancia de entre 100 y 650 km de la reserva.